# 隘寮溪
隘寮溪位於台灣南部，屬於高屏溪水系，為高屏溪的最大支流，也是屏東縣瑪家鄉與三地門鄉的分界線。主流河長69公里，流域面積829平方公里，分佈於屏東縣北部與台東縣西側一小部分。主流上游為隘寮北溪，其最遠源流為額落烏溪，發源於高雄、屏東、台東三市縣交界附近之遙拜山西側，南流匯集巴巴那斑溪後，改稱巴油溪，隨後轉向西南流，匯集來布安溪後，始稱隘寮北溪。隨後轉南流匯集哈尤溪、喬國拉次溪等，再轉西北流，經上大武、下大武，至佳暮轉西南流，經華容、伊拉，於達來轉南流，匯集隘寮南溪後始稱隘寮溪。本流在此轉向西北，於三地門出屏東平原，續流經賽嘉、廣興、廣福(關福)、南華、新南，於里港附近注入荖濃溪。
隘寮溪的源流區位於屏東縣霧台鄉，是台灣南部的多雨中心，年平均雨量高達4500mm以上。由於水量豐沛，泥沙量大，形成屏東平原上最大的沖積扇。

## 歷史
從前隘寮溪出三地門流入屏東平原時，在沖積扇上形成成眾多分流，其中一小部分注入武洛溪，另一小部分形成位於屏東市北部的番子寮溪，兩者皆流往高屏溪，其餘眾多分流均向南匯集至東港溪，成為東港溪的主要源流。
由於每遇豪雨即泛濫成災，遂於日治昭和十三年 (1938年) 修築完成隘寮溪南岸長堤，導引溪水向西北流，繞經鹽埔與里港之北匯入荖濃溪。其後又興建一連串的堤防，名為昌基堤防，以切斷隘寮溪南側分流。從此隘寮溪變成荖濃溪的支流，東港溪改以萬安溪為主要源流，而原本廣大荒蕪的舊河灘地亦被開墾成為農田。

## 文化
隘寮溪被稱爲魯凱族群與排灣族群文明的母親河。上古時代以前，魯凱族與排灣族祖先就已經在南北隘寮溪流域發祥、繁衍。

## 旅遊文化資源
- 臺灣原住民族文化園區
- 山川琉璃吊橋
- 北葉村
- 三地村
- 禮納里
- 風豬爺

## 隘寮溪水系主要河川
- 隘寮溪：屏東縣、臺東縣
  - 紅橋溪：屏東縣高樹鄉、三地門鄉
  - 埔羌溪：屏東縣高樹鄉、三地門鄉
  - 口社溪：屏東縣高樹鄉、三地門鄉

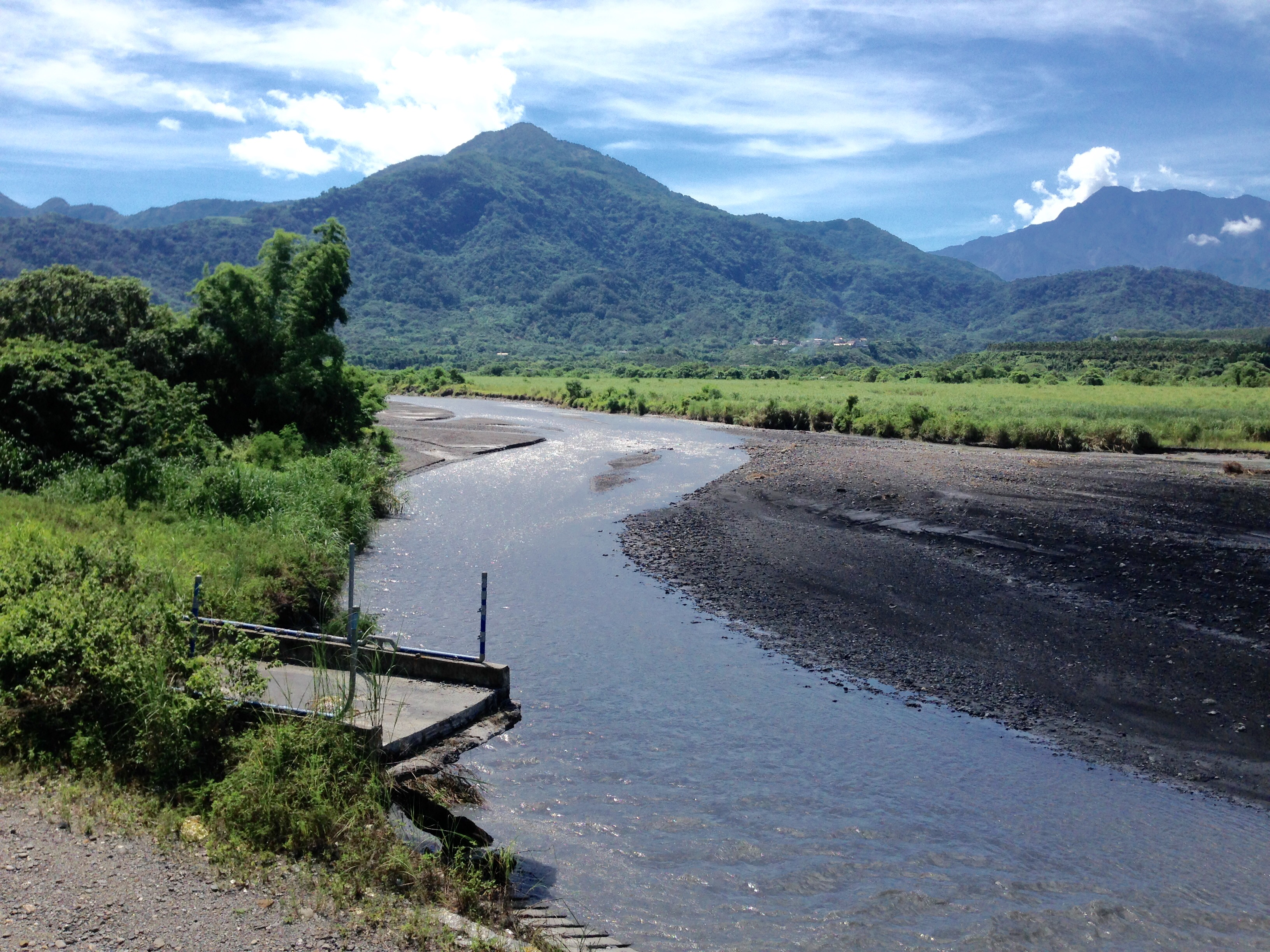
口社溪與斷橋

  - 隘寮南溪：屏東縣三地門鄉、瑪家鄉、泰武鄉、霧台鄉
    - 好茶溪：屏東縣三地門鄉
    - 南寮溪：屏東縣瑪家鄉、霧台鄉

  - 隘寮北溪：屏東縣三地門鄉、霧台鄉
    - 卡地給洋溪：屏東縣三地門鄉
    - 喬國拉次溪：屏東縣霧台鄉
    - 哈尤溪：屏東縣霧台鄉、台東縣卑南鄉
    - 巴油溪：屏東縣霧台鄉
      - 來布安溪：屏東縣霧台鄉
      - 巴巴那斑溪：屏東縣霧台鄉
      - 額落烏溪：屏東縣霧台鄉